# Lancair 360

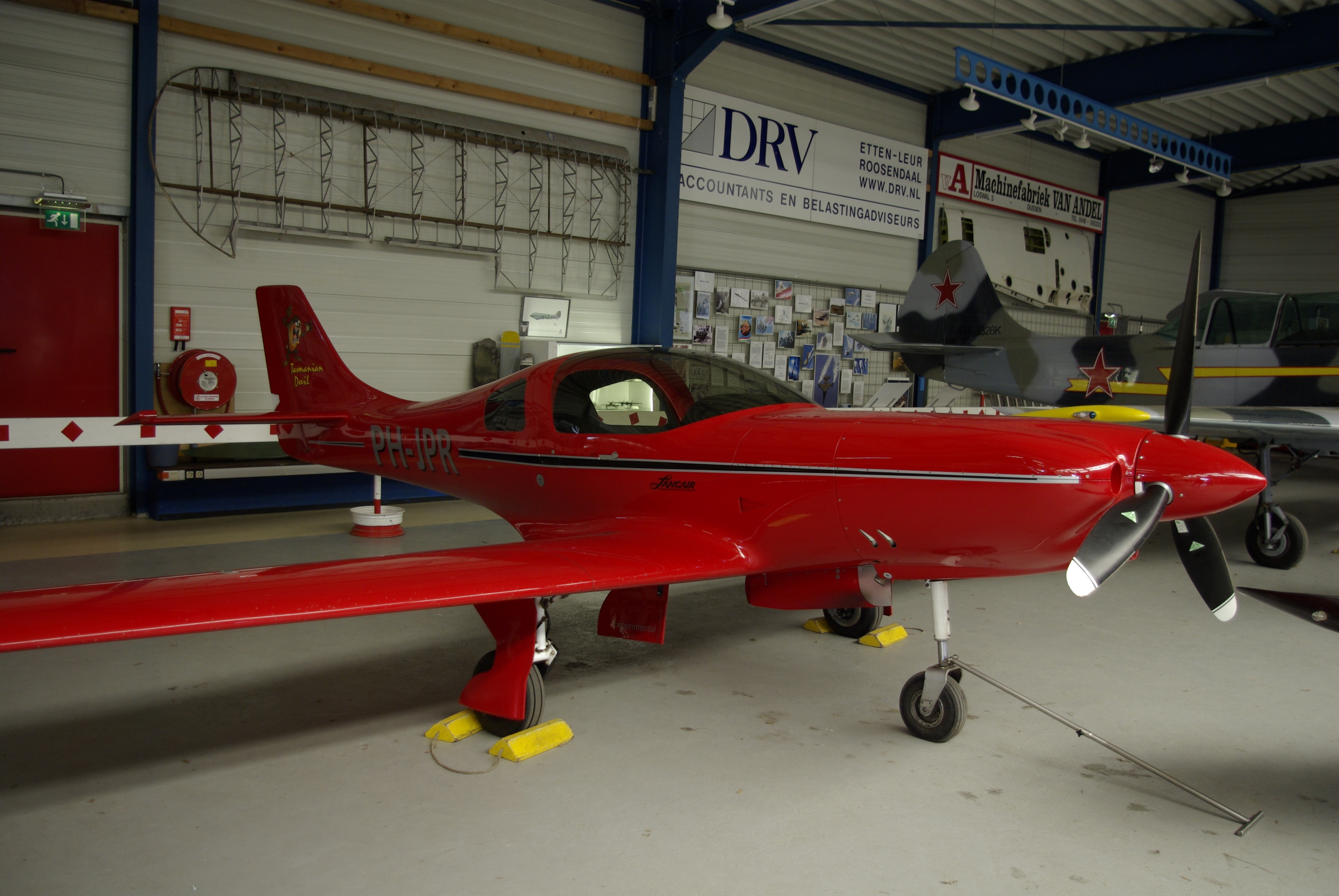
Un Lancair 360 en 2010 dans un aéroport néerlandais.

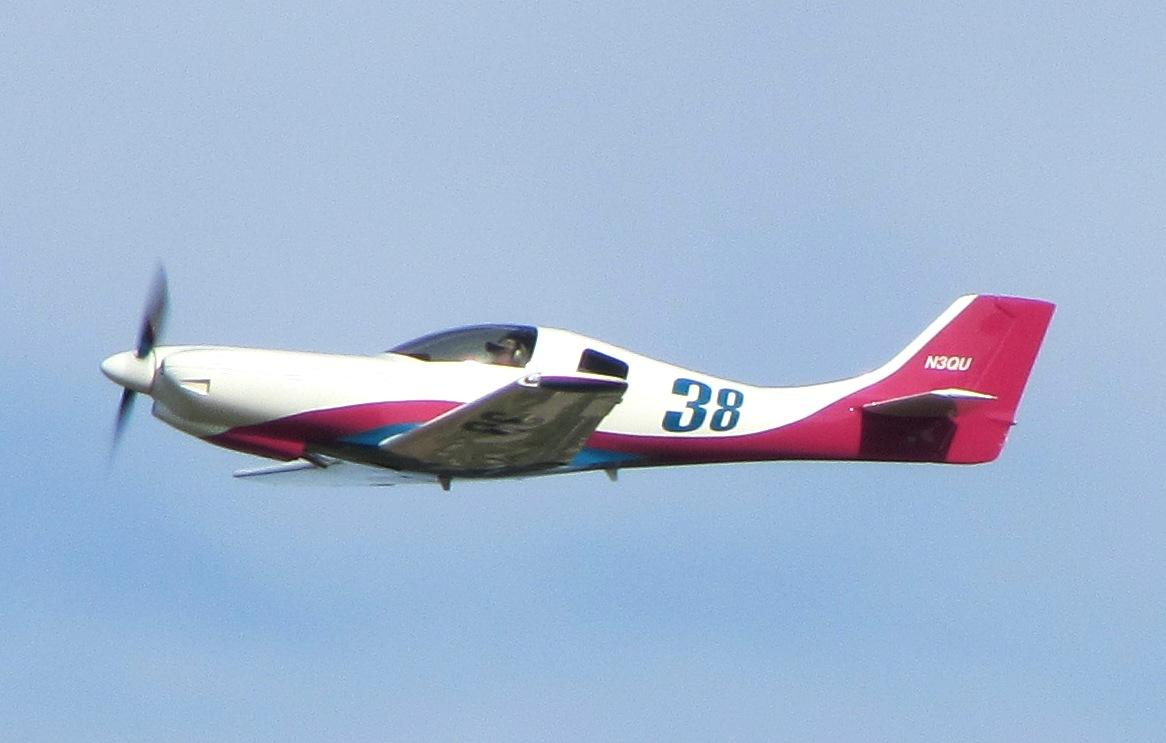
Un Lancair 360 en vol en 2013.

Le Lancair 360 est un avion biplace commercialisé sous forme de kit par l'entreprise américaine Lancair (en). 
De la même série que le Lancair 320 ; c'est un monoplan à aile basse de configuration conventionnelle propulsé par un moteur Lycoming O-360 de 160 ou 180 ch avec un train d'atterrissage tricycle rétractable produit de 1988 à 1999. Le Lancair Legacy (en) a été choisi pour remplacer le Lancair 360 en 1999.